# HGTV
HGTV (antes conocido como Home & Garden Television) es un canal de televisión por suscripción estadounidense propiedad de Warner Bros. Discovery. Fue fundado el 1 de diciembre de 1994. El canal se enfoca en programas dirigidos a mejoras al hogar y al jardín, mantenimiento, renovación, remodelación interior y decoración de interiores.

## Historia
Kenneth W. Lowe (entonces un ejecutivo radial con E.W. Scripps y luego el presidente de Scripps Networks Interactive) concibió la idea de HGTV en 1992. Con un apoyo financiero modesto de parte de la junta de E.W. Scripps, compró Cinetel, una pequeña compañía de producción de video en Knoxville, y la convirtió en la base del nuevo canal.
Cinetel se convirtió entonces en Scripps Productions, pero la producción de más de treinta programas simultáneamente fue retante. La organización contrató a Ed Spray, antes ejecutivo de CBS, quien implementó un sistema de producción donde la mayoría de los programas eran producidos a través de productoras independientes alrededor de los Estados Unidos. Burton Jablin, vicepresidente de programación, supervisó la producción de las series en sus inicios. Cerca del 90% del canal era original en sus comienzos, con un 10% de programas licenciados o traídos de Canadá, PBS, y otras fuentes.

Una variación del logo usado desde 1 de diciembre de 1994 hasta 1 de marzo de 2010.

Usando franquicias de cable locales y otros operadores pequeños, el canal fue lanzado oficialmente en 1994. El enfoque principal de la programación, que aún sigue vigente, era la construcción y remodelación de casas, cuidado del jardín, decoración, diseño, pasatiempos y arte. Durante su desarrollo, el canal se conoció como Home, Lawn, and Garden Channel. El nombre se abrevió luego y se diseñó un logo. El logo fue rediseñado en 2010, debutando en marzo de ese año. El cuadro con la letra «G» adentro se eliminó, se aumentó el tamaño del techo, y las letras de «HGTV» se cambiaron al tipo de letra Gotham Black.
En su debut, el canal contaba con poco personal, pero ante la aceptación de otros operadores de cable, ahora llega a 94 millones de hogares en los Estados Unidos, y cuenta con intereses en países como Canadá, y Japón, entre otros.
En diciembre de 2011, el canal comenzó a transmitir toda su programación usando el formato 16:9 (conocido como panorámico) en su definición estándar.
En abril de 2019, Discovery Inc. anunció la llegada de la señal a Latinoamérica, remplazando progresivamente a Discovery Civilization, lo que se concretó meses después.